# Zygopetalum
Zygopetalum is een geslacht van zestien soorten orchideeën uit de onderfamilie Epidendroideae.
Het zijn voornamelijk epifytische plant van noordelijk Zuid-Amerika, gekenmerkt door grote, viltige of zijdeachtige bloemen met gelijkvormige, groen-bruin gekleurde kroon- en kelkbladen, die aan de basis met elkaar vergroeid zijn, en een witte of lila bloemlip met een verhoogde callus en een blauwe of paarse tekening.

## Naamgeving enetymologie
- Synoniem: Warreella Schltr. (1914), Zygopetalon Rchb.f (1827)

De geslachtsnaam Zygopetalum is een samenstelling van Oudgrieks ζυγόν, zugón (paar of juk) en πέταλον, pétalon, wat zou kunnen verwijzen naar de twee gelijkvormige petalen of kroonbladen, of naar aan de basis vergroeide sepalen (kelkbladen) en petalen.

## Kenmerken
Zygopetalum-soorten zijn stevige planten met ofwel lange rizomen en grote, solitaire pseudobulben, of korte rizomen en geclusterde kleinere pseudobulben in een monopodiale groeiwijze, waarbij de pseudobulben verborgen zitten onder oude bladscheden. De pseudobulben dragen aan de top lancetvormige tot lijnlancetvormige, vooral aan de rugzijde duidelijk generfde, grasachtige bladeren. De bloeiwijze is een ijl- tot veelbloemige bloemtros met vier tot vijftien grote, opvallende bloemen op een lange, okselstandige, meestal rechtopstaande of horizontale bloemstengel.

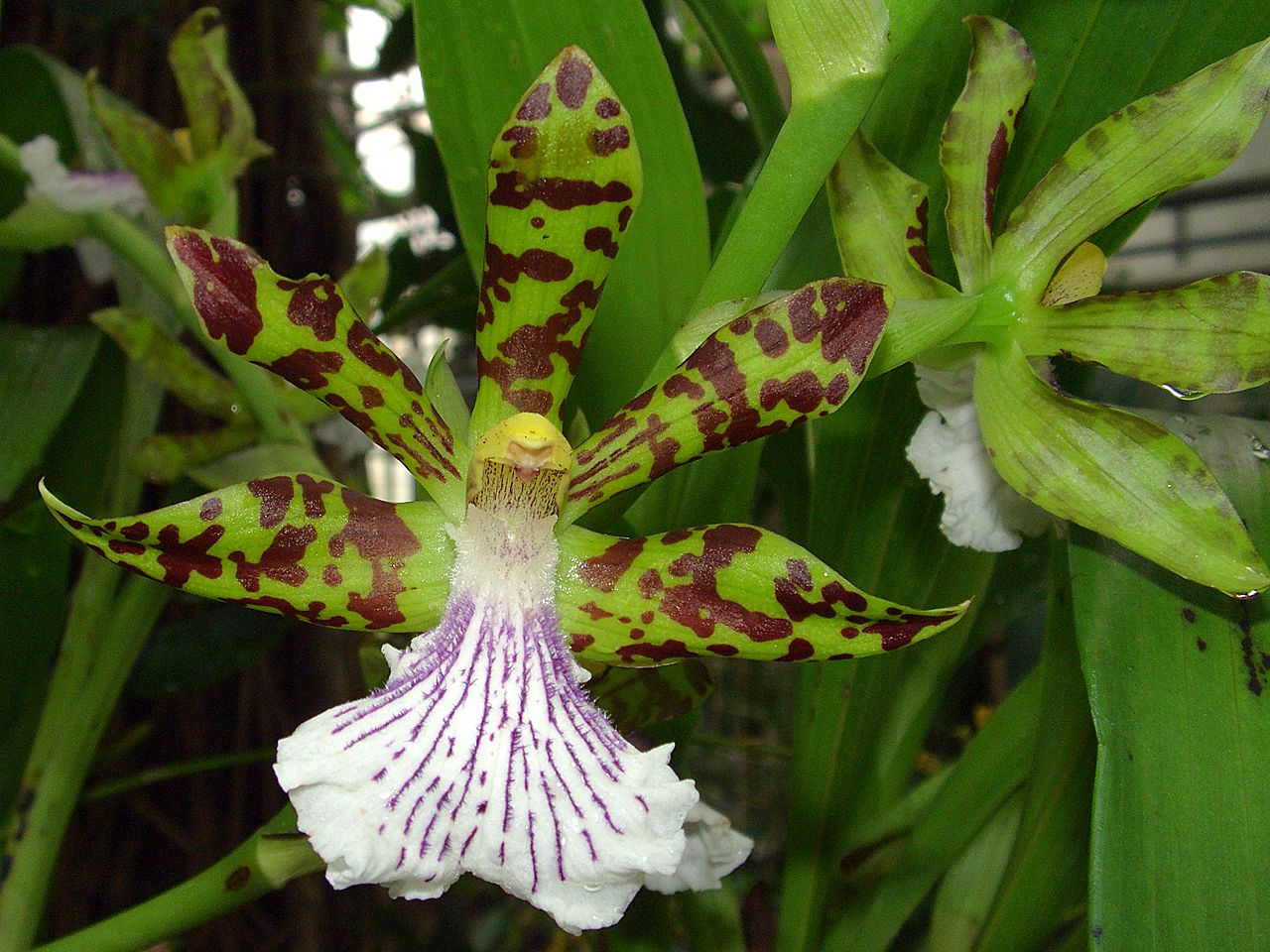
Zygopetalum crinitum, detail bloem

De bloemen zijn dikwijls wasachtig, viltig of zijdeachtig, contrasterend gekleurd en welriekend. De kelk- en kroonbladen zijn gelijkvormig, lancetvormig, groen gekleurd met vage of intense rode of bruine tekening, en aan de basis met elkaar en met het gynostemium vergroeid. De bloemlip is wit of lila, de nerven blauw of paars getekend, viltig behaard, ongedeeld of zwak drielobbig, met een brede, ronde en vlakke of licht bolvormige middenlob voorzien van een duidelijke verhoogde, dwarse, geribbelde of gestreepte callus aan de basis. Het gynostemium is kort en dik, zonder uitstulpingen, met vier wasachtige pollinia.

## Habitat en verspreiding
Zygopetalum-soorten zijn voornamelijk epifytische, soms lithofytische of terrestrische planten die groeien op boomstammen, tussen de wortels van varens en op humus in rotsspleten in vochtige, schaduwrijke laagland- en montane regenwouden. Ze komen voor in noordelijk Zuid-Amerika, voornamelijk Peru, Bolivia, Paraguay en noordoostelijk Argentinië en Brazilië.

## Taxonomie
Uit DNA-onderzoek uit 2005 door Whitten en anderen blijkt dat Zygopetalum enkel in combinatie met de zustergeslachten Pabstia en Neogardneria een monofyletische clade kan vormen.
Het geslacht omvat zestien soorten. De typesoort is Zygopetalum maculatum.

### Soortenlijst
- Zygopetalum brachypetalum Lindl. (1844)
- Zygopetalum crinitum Lodd. (1831)
- Zygopetalum ghillanyi Pabst (1976)
- Zygopetalum graminifolium Rolfe (1892)
- Zygopetalum intermedium Lodd. (1844)
- Zygopetalum maculatum (Kunth) Garay (1970)
- Zygopetalum maxillare Lodd. (1832)
- Zygopetalum microphytum Barb.Rodr. (1877)
- Zygopetalum pabstii Toscano (1980)
- Zygopetalum pedicellatum (Sw.) Garay (1973)
- Zygopetalum reginae Pabst (1976)
- Zygopetalum rigbyanum Ruschi (1975)
- Zygopetalum sellowii Rchb.f. in W.G.Walpers (1863)
- Zygopetalum silvanum V.P.Castro & Campacci (1991)
- Zygopetalum sincoranum V.P.Castro & Campacci (2000)
- Zygopetalum triste Barb.Rodr. (1877)